# 夢想灯籠
『夢想灯籠』（むそうとうろう）はフォグより開発され日本一ソフトウェアから発売されたPlayStation Portable用ゲームソフト。輪廻転生などをテーマとした伝奇系アドベンチャーゲーム。2009年3月19日に初回限定版および通常版が発売され、2010年3月4日に廉価版が発売。初回限定版には設定資料集とドラマCDが付属した。
また、角川書店の『月刊コンプエース』2009年5月号から9月号までいくさ∞による漫画版が連載された。

## ドラマCDキャスト
ゲーム本編にはキャラクター音声はない。
- 阪守鷲志：前野智昭
- 各務、阪上舞：沢城みゆき
- 灯：植田佳奈
- 巴：桑谷夏子
- 黒木真琴：田中理恵
- 逆枝将一：保志総一朗
- 黒幕：望月健一

## 漫画版
全5話構成。2018年現在単行本化はされていない。
各話タイトル
- 第1話 遭遇
- 第2話 戦い
- 第3話 各務
- 第4話 灯籠世界
- 最終話 笑顔

## 歌曲
- 主題歌「剣の舞」
- 挿入歌「時を越えて」

2曲とも、歌：榊原ゆい / 作詞：有里泉美 / 作曲・編曲：菊田大介 / 歌曲制作：ブロッコリー、2009年2月4日発売のシングル『剣の舞』に収録